# التاريخ الاجتماعي للفيروسات

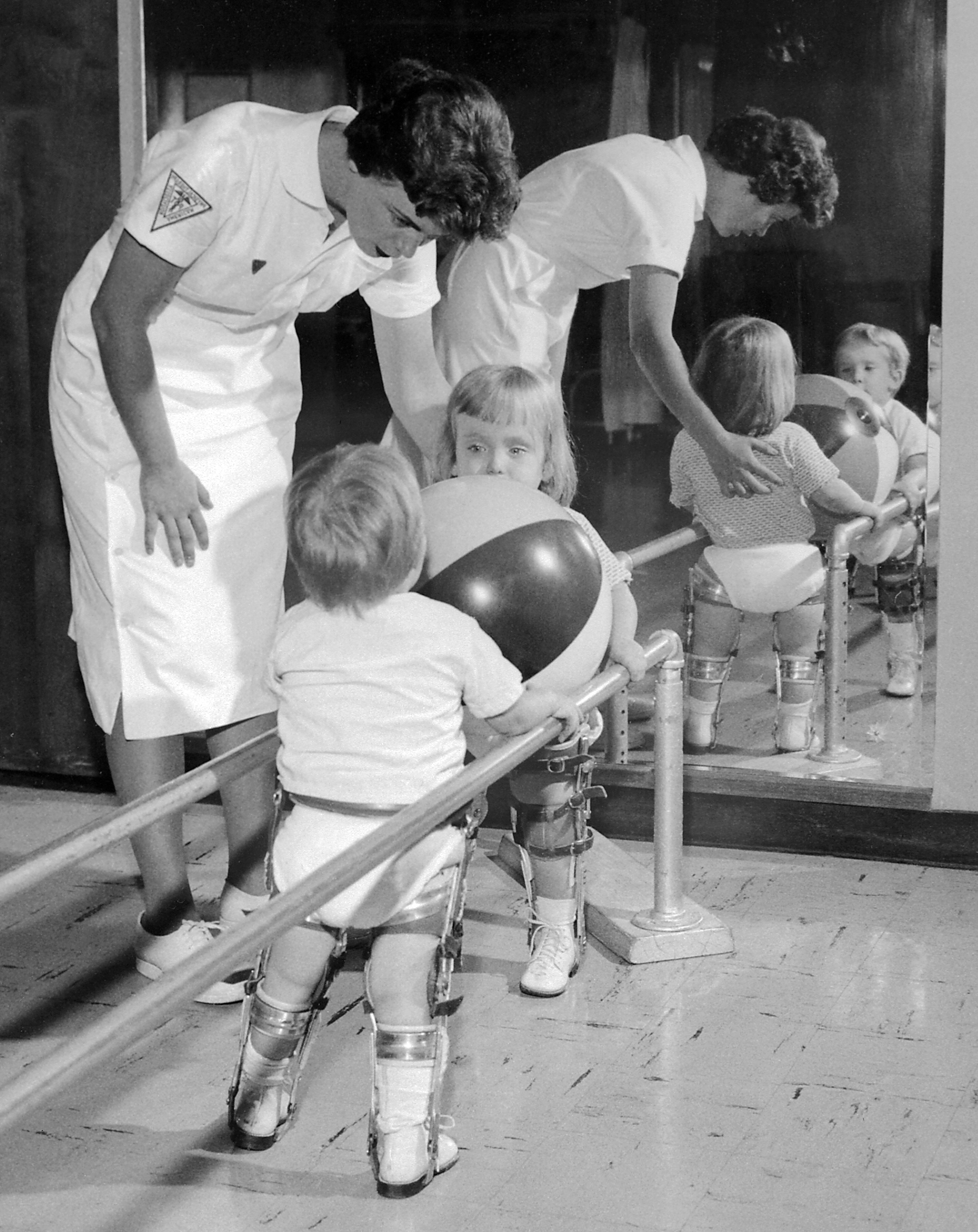
ضحايا شلل الأطفال الصغار يتلقون العلاج الطبيعي في الخمسينيات 1950

يصف التاريخ الاجتماعي للفيروسات تأثير الفيروسات والعدوى الفيروسية على تاريخ البشرية. ظهرت الأوبئة بسبب الفيروسات منذ حوالي 12000 سنة، وذلك بسبب تغير سلوك الإنسان خلال العصر الحجري الحديث حيث بدأ في إقامة مجتمعات زراعية ذات كثافة سكانية عالية وأدى هذا التطور إلى انتشار الفيروسات بسرعة إلى أن أصبحت أوبئة متوطنة. وزادت فيروسات النباتات والماشية أيضًا، وعندما اعتمد الإنسان في تلك الفترة على الزراعة وتربية الماشية أصبح لأمراض مثل البوتيفيروس (فيروس البطاطا) والطاعون البقري عواقب مدمرة.
ويعد فيروس الحصبة والجدري من بين أقدم الفيروسات التي أصابت الإنسان. فبعد أن تطور الفيروس من خلال الحيوانات، ظهر لأول مرة على البشر في أوروبا وشمال أفريقيا منذ آلاف السنين. ومن ثم انتقل الفيروس إلى العالم الجديد عن طريق الأوربيين أيام الاستعمار الإسباني في الأمريكيتين مما أدى إلى انتشار الوباء الذي نتج عنه موت الملايين من السكان الاصليين الذين لم يكن لديهم مناعة طبيعية لمقاومة الفيروس. أما عن فيروس الإنفلونزا، فقد رُصدت أول جائحة للإنفلونزا عام 1580 وزادت حالات الإصابة بالمرض بوتيرة متزايدة في القرون اللاحقة. وكانت الإنفلونزا الإسبانية التي انتشرت بين عامي 1918 و1919 هي الأكثر تدميرًا في التاريخ وخلفت ما بين 40 إلى 50 مليون حالة وفاة في أقل من سنة.
وقد كان الطبيبان لوي باستير وإدوارد جينر هم أول من قام بتحضير القاحات للوقاية من العدوى الفيروسية. وظلت طبيعة الفيروسات غير معروفة إلا بعد اكتشاف المجهر الإلكتروني في الثلاثينيات من القرن العشرين وعندها اكتسب علم الفيروسات زخمًا كبيرًا. وفي القرن العشرين ظهرت العديد من الأمراض الجديدة والقديمة التي سببتها الفيروسات، ومن الأمراض الجديدة التي ظهرت هو وباء شلل الأطفال ولم يتم السيطرة عليه إلا بعد تطوير لقاح في الخمسينيات، بالإضافة إلى فيروس الإيدز نقص المناعة البشرية HIV الجديد وهو واحد من أكثر الفيروسات المسببة للأمراض التي ظهرت منذُ قرون. وبالرغم من وجود فوائد للعديد من الفيروسات إلا أن الاهتمام العلمي بالفيروسات قد ازداد بسبب ما ينتج عنها من أمراض خطيرة. وترجع فائدتها إلى أنها تدفع مسيرة التطور عن طريق نقل الجينات الورائية عبر الأنواع، كما أنها تؤدي دورًا رئيسيًا في النظام البيئي ولا غنى عنها لاستمرار الحياة.

## عصور ما قبل التاريخ
على مدى من 50000 إلى 100000 سنة ماضية، ظهرت العديد من الأمراض المعدية الجديدة، بما في ذلك تلك التي تسببها الفيروسات وذلك لازدياد أعداد الإنسان المتطور وانتشاره في جميع أنحاء العالم. وفيما مضى كان البشر يعيشون في مجتمعات صغيرة منعزلة، ولم يكن هناك أي وجود لأية أمراض وبائية. ثم ظهر الجدري، الذي يعد الفيروس الأكثر تدميرًا وفتكًا في التاريخ، لأول مرة في المجتمعات الزراعية في الهند منذ حوالي 11,000 سنة. ومن المحتمل ان يكون هذا الفيروس، الذي أصاب البشر فقط، قد وصلهم من الفيروسات الجدرية الموجودة في القوارض. ومن المحتمل أن الإنسان تعامل وتواصل مع هذه القوارض التي كانت بالفعل تحمل هذه الفيروسات، ومن ثم تمت إصابة بعض البشر بهذه الفيرروسات عن طريق العدوي. وعندما تعبر هذه الفيروسات ما يُسمى «حاجز الأنواع» قد يصبح تأثيرها خطيرًا، وربما لم يكن لدى البشر مناعة طبيعية قوية عندئذ. وفي السابق، عاش الإنسان المعاصر في جماعات صغيرة، وأولئك الذين أصابتهم العدوى إما ماتوا بسببها أو اكتسبوا مناعة لمواجهتها. ولا تُوّرث هذه المناعة المكتسبة إلى النسل إلا بشكل مؤقت عن طريق الأجسام المضادة التي يحتويها حليب ثدي الأم وبعض الأجسام المضادة الأخرى التي تنتقل عبر المشيمة من دم الأم إلى دم الطفل الذي لم يولد بعد. لذلك، ربما وقعت حالات تفشي إصابات متفرقة في كل جيل. وفي حوالي 9000 قبل الميلاد، عندما بدء الكثير من الناس في الاستقرار على السهول الفيضية الخصبة لنهر النيل، أصبح عدد السكان كثيفًا بما يكفي لاستمرار وجود الفيروس بسبب ارتفاع نسبة المعرضين للإصابة به. كما ظهرت العديد من الأوبئة للأمراض الفيروسية والتي تعتمد على تجمع عدد كبير من السكان لأول مرة في هذا الوقت ومنها النكاف والحصبة الألمانية وشلل الأطفال.
يعد العصرالحجرى الحديث، والذي بدء في الشرق الأوسط في حوالي 9500 قبل الميلاد، الوقت الذي أصبح فيه البشر مزارعين. هذه الثورة الزراعية شجعت تطور الزراعة الأحادية، وأتاحت فرصة الانتشار السريع للكثير من أنواع الفيروسات النباتية. ويرجع تاريخ تشعب وانتشار نوع من الفيروس ليس له عائلة وهو فيروس تبرقش الفول الجنوبي إلى هذا الوقت. أما انتشار فيروسات البطاطا والخضروات والفاكهة فقد بدء قبل حوالى 6,600 عام.
منذ حوالى 10,000 عام بدء البشر الذين كانوا يقنطوا الأراضى المحيطة بالبحر الأبيض المتوسط في ترويض الحيوانات البرية. وتم الاحتفاظ بكل من الخنازير، والأبقار، والماعز، والأغنام، والخيول، والجمال، والقطط، والكلاب وتربيتها في أماكن أسرها. ومن المحتمل أن هذه الحيوانات حملت الفيروسات معها. ويُمكن انتقال الفيروسات من الحيوانات إلى البشر ولكن مثل هذه الأمراض الحيوانية المنشأ نادرة وبالتالى فإن انتقال الفيروسات الحيوانية من إنسان إلى إنسان يكون أكثر ندرةً، على الرغم من وجود بعض الاستثناءات التي لا يمكن تجاهلها مثل الإنفلونزا. وتُصيب معظم الفيروسات أنواع محددة وقد لا تشكل أي خطر على البشر. ويقصر أجل الأوبئة النادرة للأمراض الفيروسية حيوانية المنشأ بسبب عدم تكيف الفيروسات بشكل كامل مع البشر وبسبب أن التجمعات البشرية كانت صغيرة جدًا بحيث أنه لا يمكنها الحفاظ على سلاسل العدوى.
كانت الفيروسات الأخرى القديمة تمثل أقل خطورة. وقد أصابت الفيروسات الهربسية أولًا أسلاف الإنسان المعاصر منذ ما يزيد على 80 مليون سنة. وقد طور البشر قدرة احتمال هذه الفيروسات، وأُصيب أغلبهم على الأقل بنوع واحد. ويندر وجود تسجيل لهذه العدوى الفيروسية الأكثر اعتدالًا تكون نادرة، ولكن من المرجح أن كائنات شبيهة بالإنسان مبكرًا كانت تعانى من نزلات البرد، والإنفلونزا، والإسهال الناجمة عن الفيروسات كما هو حال الإنسان اليوم. وفي الآونة الأخيرة، تسبب الفيروسات المتطورة الأوبئة والجوائح، وهذا مايسجله التاريخ. ويبدو أن فيروس الإنفلونزا عبر حاجز الأنواع بانتقاله من الخنازير إلى البط، والطيور المائية وبالتالي إلى البشر. ومن الممكن أن يرتبط الوباء القاتل الذي انتشر في الشرق الأوسط في وقت أواخر عهد الأسرة الثامنة عشر بانتقال فيروسي على الشاكلة السابقة في تل العمارنة.

## في العصور القديمة

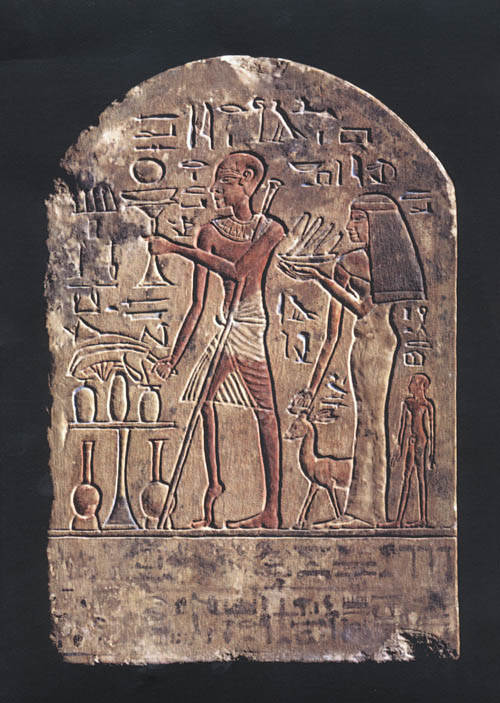
لوحة تذكارية مصرية تصور أحد ضحايا شلل الأطفال، الأسرة الثامنة عشر (1580-1350 قبل الميلاد)

توجد بين أقدم تسجيلات للعدوى الفيروسية لوحة تذكارية مصرية يُعتقد أنها تصور أحد الكهنة من الأسرة الثامنة عشر (1350-1580 قبل الميلاد) يعاني من تشوه قدمه واصابته بإعاقة حركية نتيجة إصابته بشلل الأطفال. يظهر على مومياء سبتاح، وهو أحد حكام الأسرة التاسعة عشر، علامات شلل الأطفال، كما يظهر على مومياء رمسيس الخامس وبعض المومياوات المصرية الأخرى المدفونة منذ أكثر من ثلاثة آلاف عام ظهرت علامات الإصابة بالجدري. وفي أثينا في عام 430 قبل الميلاد تفشى وباء الجدري، وفي ذلك الوقت توفى ربع الجيش الأثينى والعديد من المواطنين بسبب العدوى.
الحصبة هي مرض قديم، ولكنه لم يكن معروفًا حتى القرن العاشر حين اكتشفه وتعرف عليه الطبيب الفارسى محمد بن زاكريا الرازى (865-925) المعروف باسم الرازى. واستخدم الرازى المصطلح العربى «الحصبة» للإشارة إلى المرض. وكان للحصبة العديد من الأسماء الأخرى ومنها الحصبة روبيولا وهى من الكلمة اللاتينية ريبيوس أي اللون الأحمر، وموربيللى ويعني الطاعون الصغير. ونظرًا لأوجه التشابه الوثيقة بين فيروس الحصبة وفيروس حمى الكلاب وفيروس الطاعون البقرى اشتد الاعتقاد بأن الحصبة قد انتقلت للانسان عن طريق الكلاب المدجنة أو الماشية. وقد اتضح أن فيروس الحصبة قد تشعب على نطاق واسع في القرن الثانى عشر بعيدًا عن فيروس الطاعون البقري.
تمنح عدوى الحصبة الحصانة مدى الحياة، لذا يتطلب الفيروس وجود كثافة سكانية عالية ليصبح مرض متوطن وعلى الأرجح أن هذا لم يحدث في العصر الحجرى الحديث. وبعد ظهور الفيروس في منطقة الشرق الأوسط وصل الهند في 2500 قبل الميلاد. وقد كانت الحصبة شائعة عند الأطفال في الوقت بشكل كبير حتى أنها لم تكن تعد مرضًا. وقد وصفت الحصبة في الكتابات الهيروغليفية المصرية بأنها مرحلة طبيعية من مراحل التنمية.
ويُمكن العثور على أقدم وصف لنبات أصيب بفيروس في قصيدة كتبتها الامبراطورة شوتوكو(718-770)، والتي كانت تصف فيها نبات أرواقه صفراء في الصيف. وقد عُرف النبات بعد ذلك باسم «يوباتيريم ليديلانيوم» وهو غالبًا مايكون مُصاب بفيروس تجعد الأوراق الصفراء للطماطم.

## العصور الوسطى

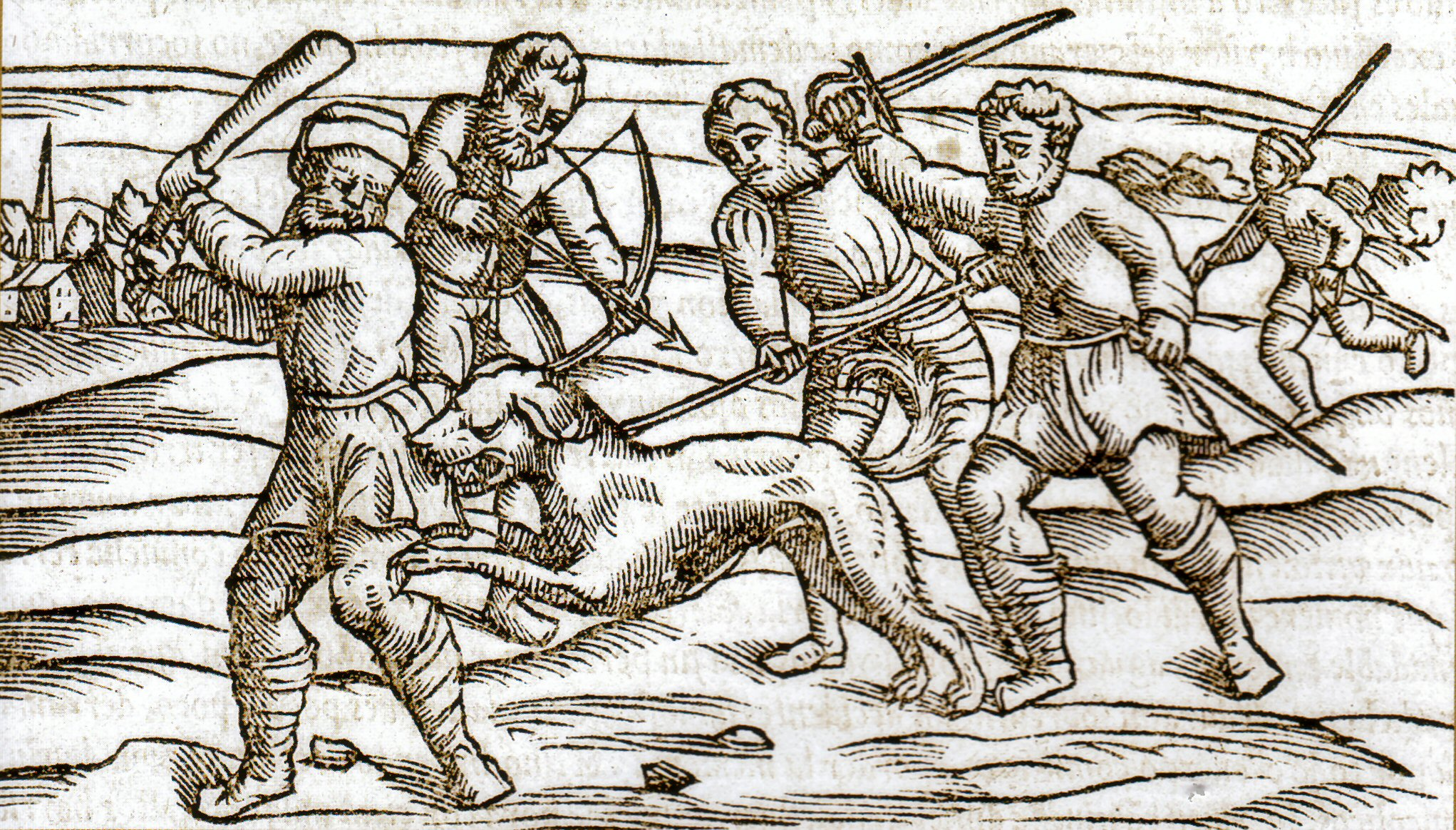
نقش خشبى من العصور الوسطي يعرض كلب مسعور

وبسبب نمو السكان بسرعة في أوروبا وازدياد كثافة السكان في البلدان والمدن، أصبحت هناك أرض خصبة لوجود العديد من الأمراض المعدية ومنها الموت الأسود، وهي عدوى بكتيرية، وهو الأكثر شهرة. وباستثناء الجدري والإنفلونزا، كان من النادر وجود توثيق لموجات تفشي العدوى التي يُعرف الآن أن سبب حدوثها كان فيروسي. وكان داء الكلب، وهو مرض عُرف لأكثر من 4000 عام، منتشر في أوروبا واستمر على هذا النحو حتى اكتشاف لوي باستور للقاح في عام 1886. وكان متوسط العمر المتوقع في أوروبا في العصور الوسطى 35 سنة، وكان يتوفى 60% من الأطفال قبل بلوغ سن السادسة عشر، وكان يتوفى الكثير منهم خلال السنوات الست الأولى من الحياة. اعتمدالأطباء، على قلة عددهم، على التنجيم بنفس قدر اعتمادهم على معلوماتهم الطبية المحدودة. وتألفت بعض علاجات الأمراض من مراهم المُحضرة من قطط مشوية في دهون القنقذ. وكانت الحصبة والإنفلونزا والجدري من بين عدد كبير من الأمراض التي تسبب الوفاة في مرحلة الطفولة. وساعدت الحروب الصليبية والفتوحات الإسلامية في انتشار الجدري الذي كان سببًا في أوبئة متكررة في أوروبا بعد وصوله للقارة بين القرنين الخامس والسابع.
كانت الحصبة متوطنة في جميع أنحاء البلدان ذات الكثافة السكانية العالية من أوروبا وشمال أفريقيا والشرق الأوسط. وفي إنجلترا عُرف المرض باسم «ميزيلس»، ووجد أول وصف له في القرن الثالث عشر، وعلى الأرجح أنه كان واحد من التسعة وأربعون وباء الذين وقعوا فيما بين 526 و1087. ويعد الطاعون البقرى، الذي يسببه فيروس يرتبط ارتباطًا وثيقًا بفيروس الحصبة، مرض يصيب الماشية وهو معروف منذ العصور الرومانية. ونشأ هذا المرض في آسيا، ووصل إلى أوروبا لأول مرة عن طريق قبائل الهون الغازية في عام 370. وفيما بعد، نشرت غزوات المغول بقيادة جنكيز خان وجيشه الأوبئة في أوروبا في أعوام 1222 و1233 و1238. وانتقلت العدوى لاحقًا إلى إنجلترا في أعقاب استيراد الماشية من القارة. وكان الطاعون البقرى في ذلك الوقت مرضًا مدمرًا وكان معدل الوفيات الناجمة عنه من 80 إلى 90%. وأدت وفاة الماشية الناجمة عن المرض إلى مجاعة.

## أوائل العصرالحديثحتى أخره
بعد انتصار هنري السابع في معركة بوسوورث في 22 أغسطس 1485م، أصاب الجيش فجاءة مرض التعرق الانجليزي. وُصف هذا المرض حينها بأنه جديد. بالإضافة إلى ذلك، كان هذا المرض غير معتاد لأنه أصاب الأغنياء بصفة خاصة، وربما يكون قد نشأ في فرنسا حيث قام هنري السابع بتجنيد جيشه.
واجتاح لندن وباء في صيف عام 1508، ولقي العديد من الضحايا مصرعهم خلال يوم واحد، وكانت حالات الوفاة منتشرة في جميع أنحاء المدينة. وأصبحت الشوارع خالية تمامًا إلا من العربات التي تنقل الجثث. وأصدر الملك هنري إعلان بحظر الدخول للمدينة (منع الدخول إليها) باستثناء الأطباء والصيادلة. وفي عام 1556 تفشى وباء جدبد راح ضحيته عشرات الآلاف، ربما كان مرض الإنفلونزا أو عدوى فيروسية مماثلة. ولكن لا يُمكن الاعتماد على ما كُتب في ذلك الوقت والأخذ به لأن الطب لم يكن علمًا متخصصًا بعد. وبعدما أصبح الطب علمًا، أصبحت أوصاف الأمراض أكثر وضوحًا. وبالرغم من ضعف إمكانات الطب والدواء لتخفيف معاناة الضحايا المصابين، تم اتخاذ التدابير للحد من انتشار المرض ومنها: فرض قيود على التجارة والسفر، وعزل الأسر المنكوبة من المجتمع، وتبخير المباني وقتل الماشية.
ترجع المصادر التي تشير إلى عدوى الإنفلونزا إلى أواخر القرن الخامس عشر وأوائل القرن السادس عشر، ولكن من المؤكد أن هذه العدوى قد ظهرت قبل ذلك بمدة طويلة. ظهر وباء الإنفلونزا لأول مرة عام 1173 م في أوروبا، وفي عام 1493 تفشى وباء آخر وضرب السكان الأصليين (الهنود الحمر) في هيسبانيولا. ويُعتقد أن هذا الوباء هو مرض إنفلونزا الخنازير، وتوجد بعض الأدلة على أن مصدر تلك العدوى هو الخنازير التي كانت على متن سفن كولومبوس. وفي الفترة بين 1557 و1559 ظهر وباء إنفلونزا في إنجلتر وراح ضحيته خمسة بالمئة من عدد السكان أي حوالي 150.000 شخص. وكان معدل الوفيات تقريبا خمسة أضعاف وباء إنفلونزا عام 1918. وفي في يوليو 1580، تم تسجيل أول وباء بشكل صحيح واجتاح ذلك الوباء أنحاء مختلفة في أوروبا وأفريقيا وآسيا، وارتفعت معدلات الوفيات حيث توفى 8,000 شخص في روما. وفي القرن الثامن عشر ظهرت ثلاثة أوبئة أخرى من ضمنها الوباء الذي ظهر في الفترة ما بين 1781 و1782. ويُعد هذا الوباء الأكثر تدميرًا في التاريخ؛ حيث بدأ في الصين في نوفمبر 1781 إلى أن وصل موسكو في ديسمبر، ثم اجتاح سانت بطرسبرج في فبراير 1782، وبحلول شهر مايو كان قد وصل إلى الدنمارك. وفي غضون ستة أسابيع كان 75 بالمئة من السكان الإنجليز قد أصابتهم العدوى وسرعان منا انتشر المرض إلى الأمريكتين.

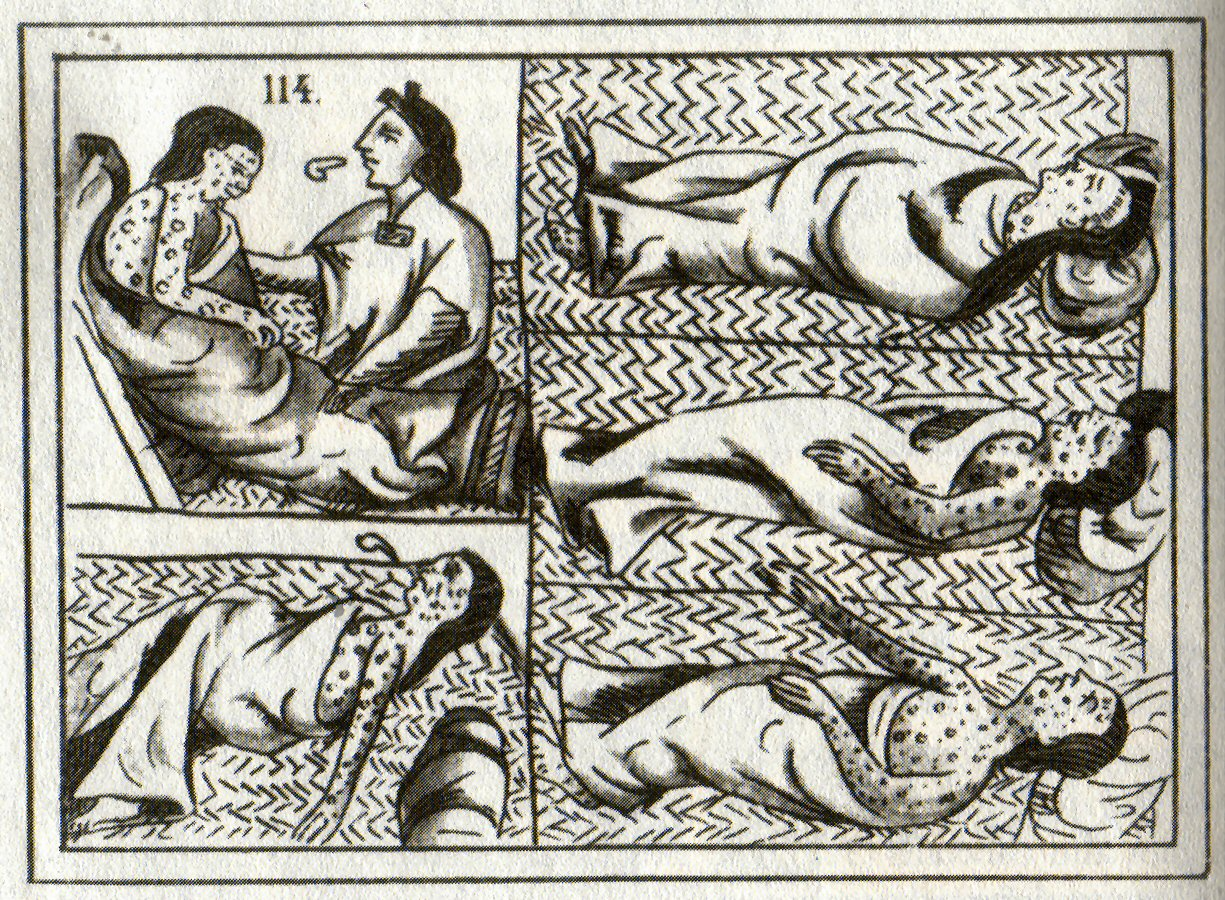
رسومات آزتك من القرن السادس عشر في (الأعلى) ضحايا الجدري و (الأسفل) ضحايا الحصبة

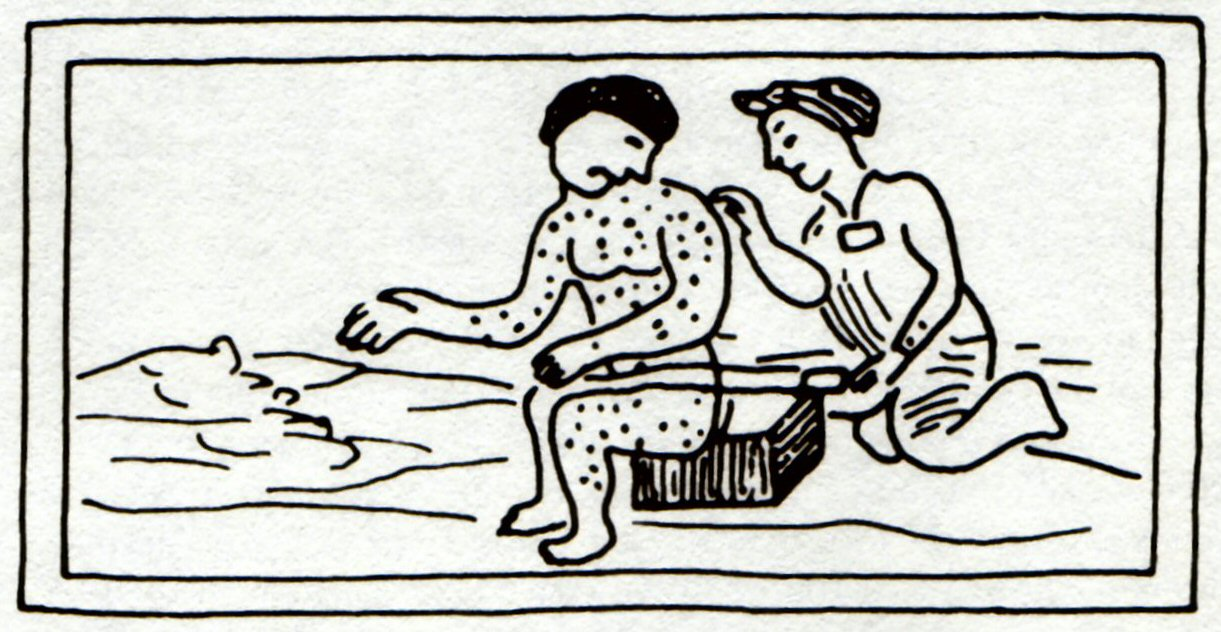

ظلت أمريكا وأستراليا خاليتين من الحصبة والجدري حتى وصول المستعمر الأوروبي ما بين القرن الخامس عشر حتى القرن الثامن عشر. لم يحمل الأسبان الحصبة والإنفلونزا فقط إلى الأمريكتين، بل حملوا الجدري معهم أيضاً. وكان الجدري مستوطنًا في أسبانيا حيث حمله المورو (الموريون) من افريقيا. وانتشر وباء الجدري في تينوتشتيتلان عاصمة امبراطورية الآزتك في المكسيك عام 1519. بدأ الوباء عن طريق جيش بانفيلو دي نارفييث الذي لحق بإرنان كورتيس ومعه على ظهر سفينته أحد العبيد الأفارقة الذي كان مصابًا بالعدوى. وعندما دخل الأسبان العاصمة في صيف عام 1521 وجدوها ممتلئة بجثث الضحايا المتناثرة. وفي النهاية قتل الوباء أكثر من نصف السكان الأصليين. أما الأسبان فكان لديهم مناعة من مرض الجدري. ولم يكن كورتيس لينتصر على الآزتك ويغزو المكسيك، مع جيش يبلغ عدده أقل من 900 شخص، دون مساعدة من الجدري. وهكذا لقى العديد من السكان الأصليين حتفهم عن طريق انتشار المرض الذي دخل دون قصد مع الاستعمار الأوروبي. وبعد 150 عام من وصول كولومبوس إلى الأمريكتين، كان عدد السكان الأصليين قد انخفض بنسبة 80 بالمئة بسبب الأمراض المختلفة ومنها الجدري والحصبة والإنفلونزا. وساهم الهلاك الذي الحقته تلك الفيروسات في محاولات الأوروبيون لتهجير السكان الأصليين وغزوهم.
في القرن الثامن عشر أصبح الجدري مرضًا مستوطنًا في أوروبا؛ حيث كان هناك خمسة أوبئة في لندن فيما بين 1719م و1746م، كما انتشر المرض بصورة كبيرة في كثير من المدن الأوروبية. وبحلول نهاية القرن كان حوالي 400,000 من الأوروبيين يموتون بسبب هذا المرض كل عام. ووصل المرض إلى جنوب أفريقيا عن طريق سفن قادمة من الهند، واجتاح المرض وانتشر في أسترالياعام 1789م. وفي القرن التاسع عشر أصبح الجدري أهم سبب لوفاة سكان أستراليا الأصليين.
في عام 1546 كتب الطبيب الإيطالي جيرولامو فراكاسترو وصفاً تقليديًا عن الحصبة. وافترض أن مسببات الأمراض الوبائية هي دقائق قادرة على الانتقال من شخص لأخر وتشبه «البذور». وفي عام 1670 سجل توماس سيدنهام وباء الحصبة الذي اجتاح لندن وافترض أيضًا أن الوباء ناتج من أبخرة سامة منبعثة من الأرض. وبالرغم من خطأ نظريته إلا أنه كان ملاحظ ذو مهارة واحتفظ بسجلاك دقيقة للمرض.
إن الحمّى الصفراء هي مرض فيروسي قاتل وفتاك يُسببه فيروس فلافي أو الفَيروسَةُ المُصَفِّرَة (جِنْسٌ مِنَ الفَيروسات). وينتقل الفيروس إلى البشر عن طريق البعوضة المُسماة بالبعوضة (الزاعجة)المصرية (Aedes aegypti). ظهر المرض لأول مرة منذُ أكثر من 3.000 سنة. وتم تسجيل أول اصابة بوباء الحمى الصفراء عام 1647 م في جزيرة باربادوس، ولكن أطلق عليه حاكم الجزيرة (جون وينثرب) ذلك الوقت اسم «باربادوس ديستمبر» أو مرض حُمى الديستمبر. وفُرضت قوانين الحجر الصحي للمرة الأولى على الأطلاق في أمريكا الشمالية من أجل حماية الشعب. ومن ثم ظهرت أمراض أخرى في أمريكا الشمالية في القرون السابع عشر والثامن عشر والتاسع عشر. ظهرت أول حالة معروفة من مرض حُمى الضنك في إندونيسيا ومصر عام 1779م. وحملت السفن التجارية المرض إلى الولايات المتحدة فظهر الوباء وانتشر في فيلادلفيا عام 1780 م.

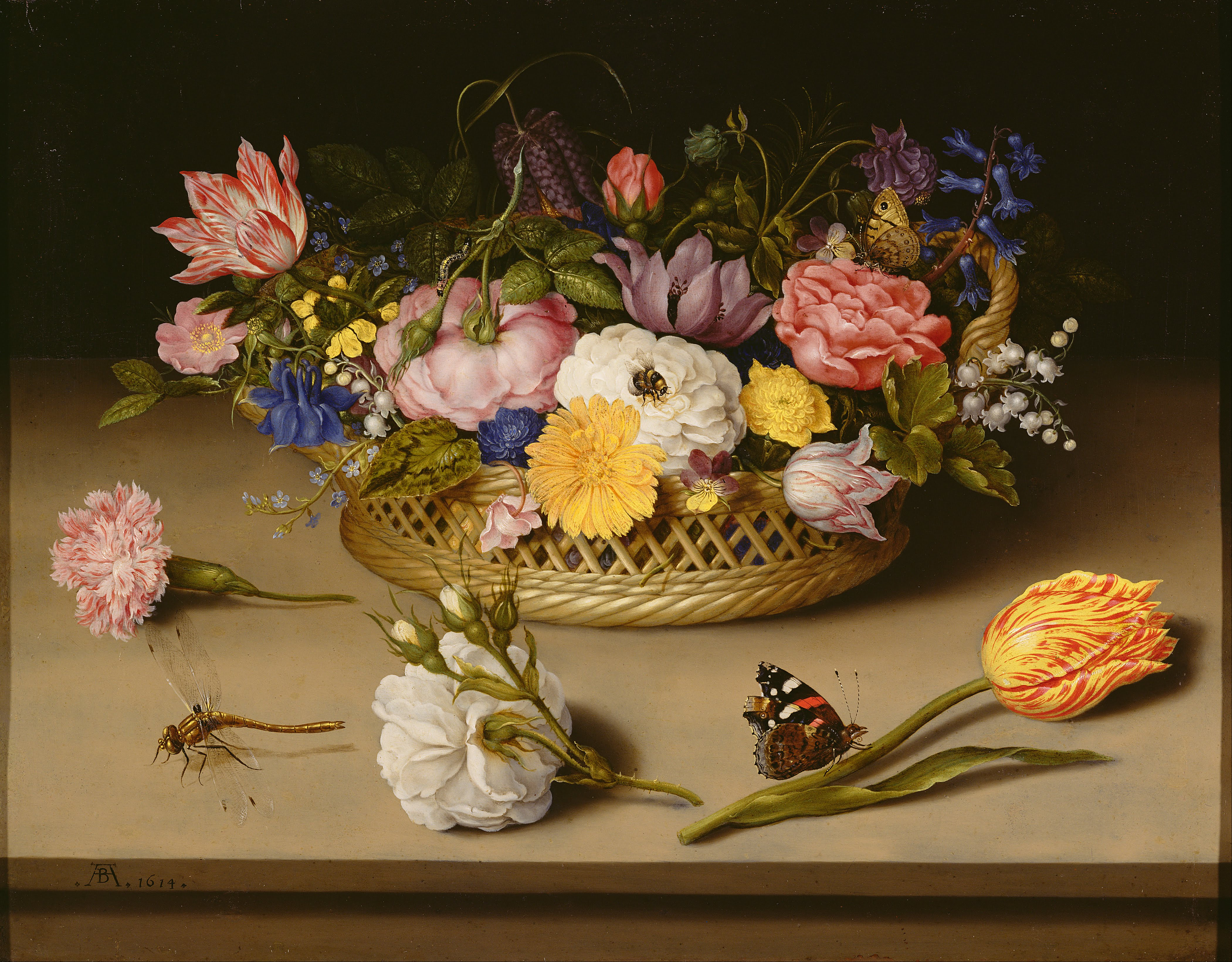
لوحة "الطبيعة الصامتة" للفنان (Ambrosius Bosschaert (1573–1620

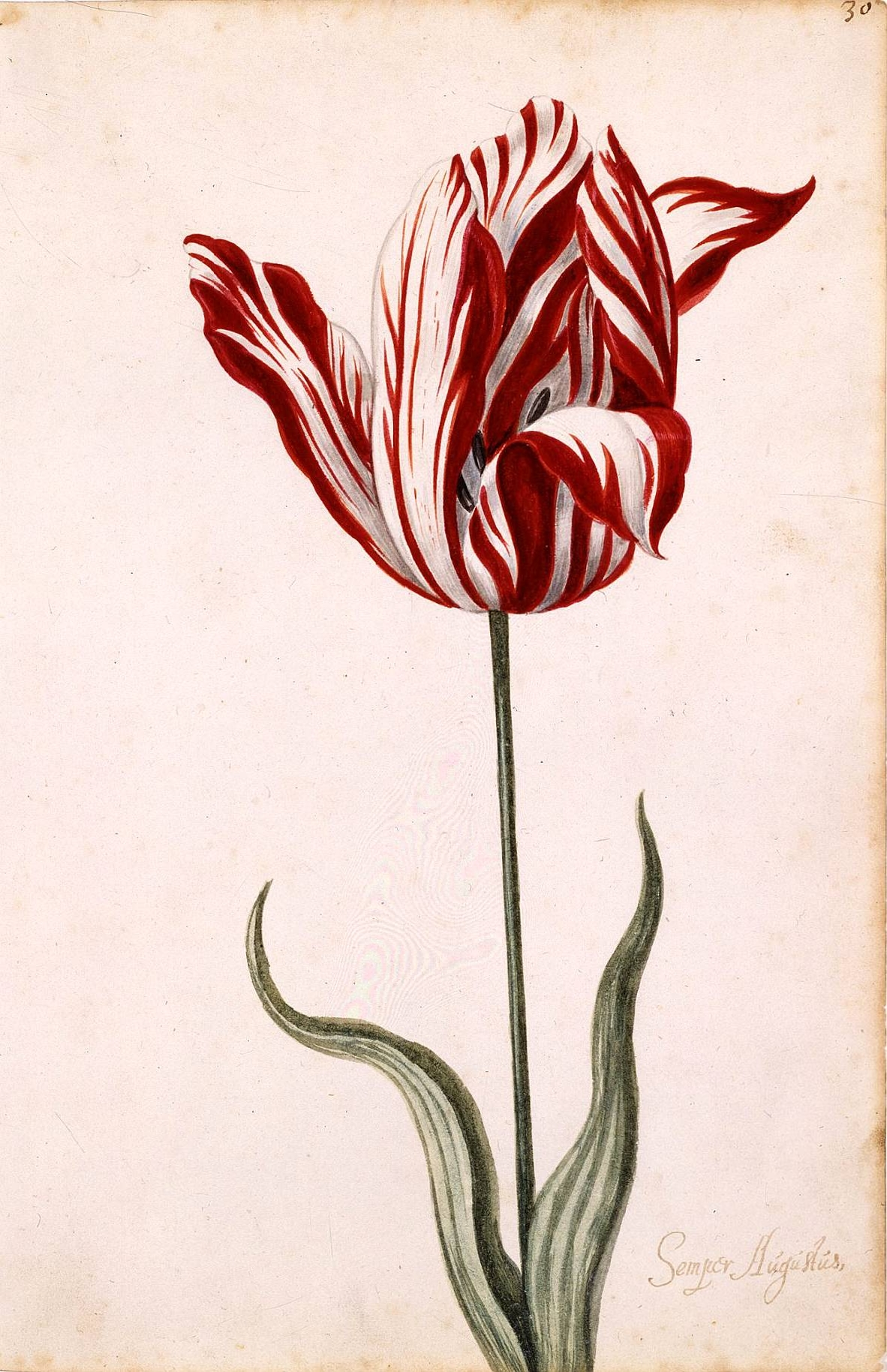
رسم بالألوان المائية من القرن 17 Semper Augustus، تشتهر بأنها أغلى توليب تم بيعها في عصر جنون التوليب.

يُوجد في المتاحف الأوروبية العديد من اللوحات التي تُصور زهور التوليب ذات خطوط ملونة جذابة. ورُسمت العديد من تلك اللوحات في القرن 17 ومنها نماذج الطبيعة الصامتة لجوهانس يوستشارت. كانت تلك الزهور تتمتع بشعبية كبيرة، وسعى لشراءها من يتحمل ثمنها فقط؛ حتى أنه في ذروة عصر جنون التوليب (هوس الخزامي) وصل سعر البصلة الواحدة منها يساوي ثمن منزل، وفي أحيان أخرى تمت مقايضتها بالأراضي والمواشي والبيوت. ولم يكُن من المعروف في ذلك الوقت أن تلك الخطوط الملونة هي في الحقيقة يُسببها فروس انتقل إليها بالصدفة من الياسمين عن طريق البشر. وبعد أن أضعفها الفيروس، أصبح الاستثمار في شرائها غير مجد. وبصلات قلبلة فقط هي التي أنتجت أزهاراً تحمل نفس الخصائص الجذابة للنباتات الأم.
وحدثت مجاعة أيرلندا الكبرى أو مجاعة البطاطس الإيرلندية بين 1845م و1852م.وسببت وفاة مليون شخص وهجرة مليون آخر من أيرلندا فانخفضت نسبة السكان بحوالي 20%-25% بالمئة في الجزيرة، حيث كان ثلث سكان أيرلندا يعتمد على أكل البطاطس في التغذية بسبب الفقر. ولم يكن العفن هو السبب في مرض البطاطس اللفحة المتأخرة بل كان فيروسًا آخر. وأطُلق على المرض اسم التجعد أو الالتفاف وتسبب في حدوثه فيروس التفاف أوراق البطاطس (Potato leafroll virus (PLRV. وكان المرض منتشرًا في إنجلترا في عام 1770s ودمر حوالي 75% بالمئة من محصول البطاطس، بينما كان محصول البطاطس الأيرلندي سليمًا نسبيًا.

## اكتشاف اللقاح (التطعيم)

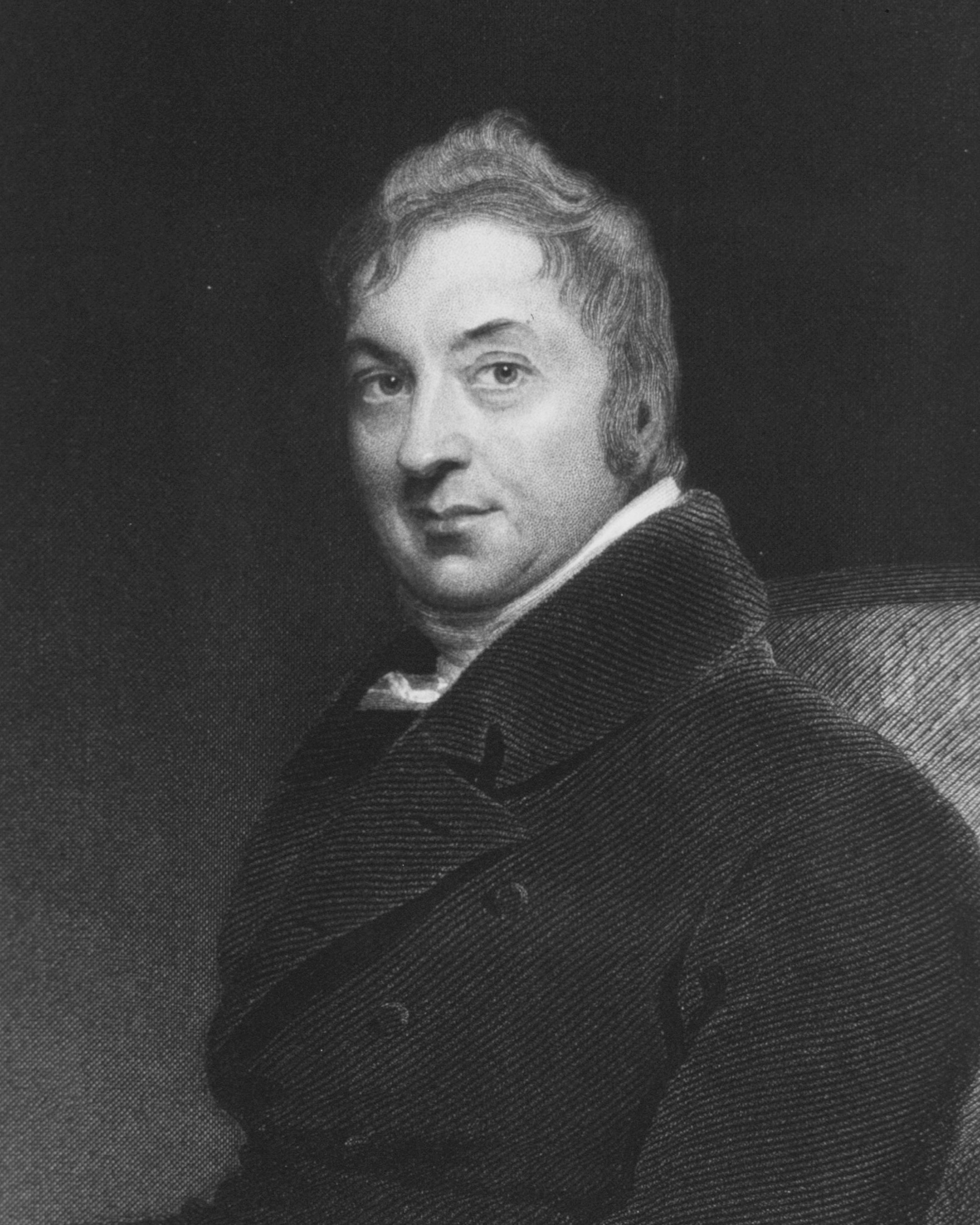
إدوارد جينر

ماري وورتلي مونتاغيو(1689-1762) كاتبة ارستقراطية، زوجة عضو البرلمان إدوارد وورتلي مونتاغيو. في عام 1716 تم تعيين زوجها السفير اليريطاني في إسطنبول أيام الدولة العثمانية، ولحقت به إلى هناك. بعد أسبوعين من وصولها أكتشفت اللممارسات المحلية للوقاية من مرض الجدري عن طريق عملية التَجْدير (تلقيح بالجدري في الشرق القديم) وهي ممارسة يتم فيها حقن الجلد بالصديد أو القيح من ضحايا الجدري. كانت ماري قد أصيب بعدوى الجدري في وقت سابق، كما مات أخوها من نفس المرض، لذلك قررت ماري أن تحمي ابنها إدوارد وعمره خمس سنوات من المعاناة، فأرسلت في طلب طبيب السفارة تشارلز ميتلاتد ليقوم بتجدير ابنها (يحقنه بالجدري). وعندما عادت إلى لندن طلبت من ميتلاند ان يقوم بتجدير ابنتها وعمرها أربع سنوات أمام الطبيب الملكي. وفي وقت لاحق تمكنت مونتاغيو من اقناع أمير وأميرة ويلز ابن الملك (جورج الثاني) بان يتبنو اقتراحها في القيام بذلك الاجراء على العامة. عرض الملك منح العفو الكامل لستة سجناء ممن كان محكوم عليهم بالإعدام وينتظرون تنفيذ في سجن نوغت، وذلك في نظير قيامهم بتطبيق التجربة عليهم من اجل خدمة العامة. وبالفعل وافق السجناء وتم حقنهم بالجدري عام 1721 م وتم شفاء جميع السجناء من هذا الاجراء. وللتأكد من تأثير التجربة في الوقاية من المرض قامت واحدة من هؤلاء السجينات وعمرها 19 عاما بالنوم لمدة ستة أسابيع في سرير أحد الضحايا المصابين بالمرض وكان طفل 10 سنوات ولم تصيبها العدوى.
كُررت التجربة على أحد عشر طفلاُ من الأيتام ونجو جميعهم من ذلك البلاء. وتم تطعيم أحفاد الملك جورج الأول عام 1722 م. لم تكن تلك الطريقة آمنة تماما حيث كان هناك فرصة واحدة لحدوث وفاة من بين خمسين حالة. بالإضافة إلى ذلك كانت تلك الممارسة مُكلفة؛ كان الطبيب يتقاضى مان بين 5 و10 جنيه استرليني نظير القيام بذلك الاجراء. وكانت تُباع للممارسين الأخرين بأتعاب بين 50الى 100 جنيه استرليني أو مقابل نصف الأرباح. أصبحت ممارسة التجدير (التطعيم بالجدري) مُربحة ولكنها ظلت بعيدة عن متناول الكثيرين لتكلفتها العالية حتى أواخر 1770s. في ذلك الوقت لم يعرف أحد شيئاً حول الفيروسات أو الجهاز المناعي ولم يعرفوا حتى كيف لتلك الممارسة بالتجدير أن تُوفر المناعة والوقاية من مرض الجدري.
إدوارد جينر(17 مايو 1749 - 26 يناير 1823) هو طبيب ملكي إنكليزي كان أول من اكتشف لقاح لمرض الجدري. تلقى التطعيم بالتجدير وهو طفل صغير وعانى كثيراً من الجدري لكنه عاش ونشأ محمياً منه. لاحظ «جينر» ان عُمال حلب الأبقار الذين أصابهم مرض حمى جدري البقر معتدلة (cowpox) لديهم مناعة ضد مرض الجدري. لذلك قرر اختبار تلك النظرية ولكنه لم يكن أول من يقوم بذلك. وفي 14 مايو 1796 اختار جينر طفل سليم «جيمس فيبس» عمره 8 سنوات ليقوم بتطعيمه بمرض جدري البقر. ونجا الطفل من التطعيم التجريبي لفيروس جدري البقر، وعانى الطفل من حُمى خفيفة فقط. وفي 1 يوليو 1796 أخذ «جينر» عينة من قيح الجدري وقام بتطعيم الطفل «فيبس» بها في ذراعه وقام بالأمر مرارا وتكرارً، ونجا الطفل بعد أكثر من 20 مرة دون استسلام للمرض. بعد وقت قليل اتضح ان طريقة جينر للتطعيم بجدري البقر أكثر أماناً من طريقة التجدير، وفي عام 1801 م تم تطعيم أكثر من 100.000 شخص ضد المرض.

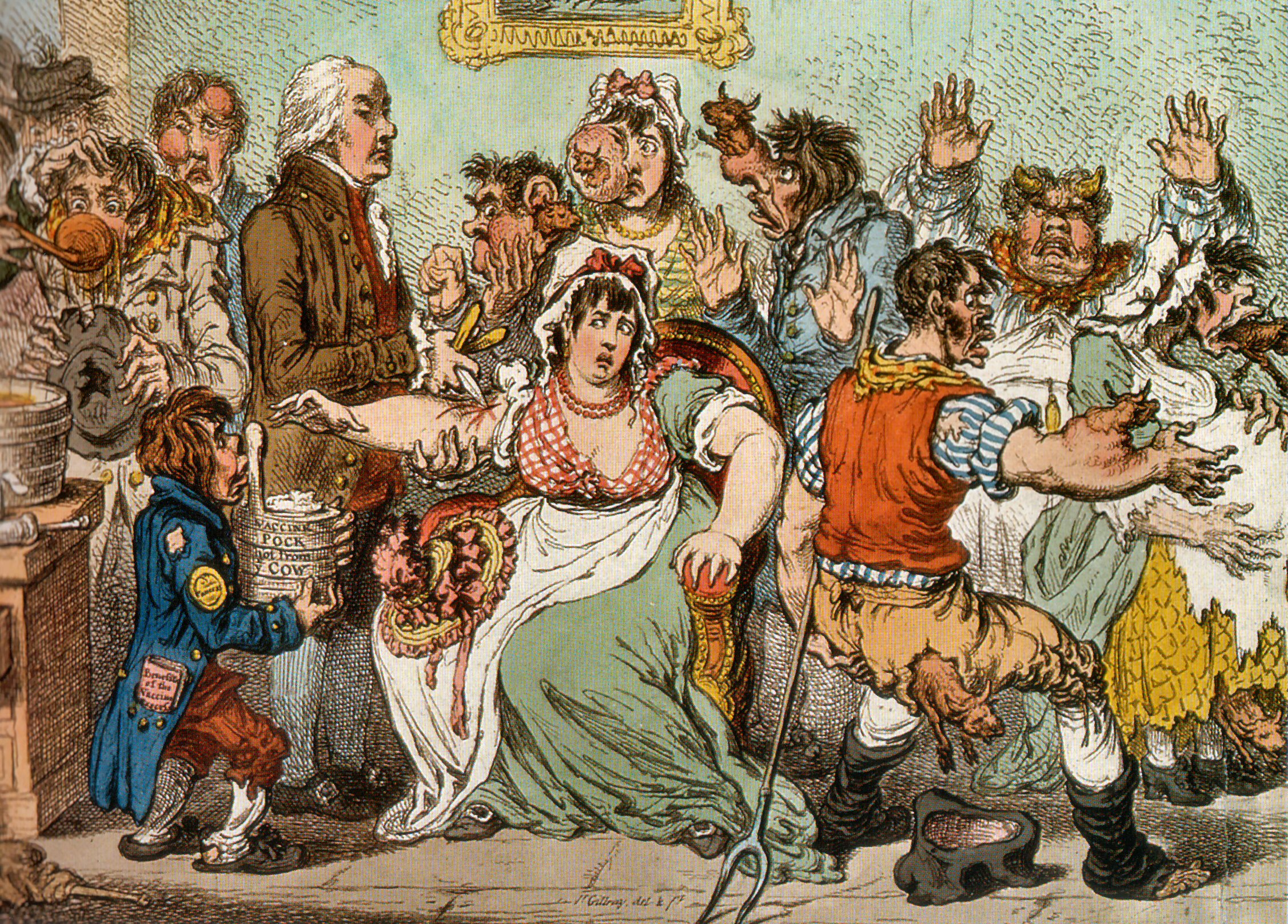
رسم كارتون عام 1802 م، يُصور "إدوارد جينر" يقوم بتطعيم الناس بلقاح جدري البقر، والأبقار تخرج من أجسامهم.

بالرغم من اعتراضات الممارسين الطبيين للتلقيح بالجدري (varilation) لأنهم توقعوا انخفاضاً في دخلهم، جعلت المملكة المتحدة التطيعم بالمجان للفقراء في عام 1840 م. وفي العام نفسه تم منع الممارسة بالحقن بالجدري وأعُلن انها ممارسة غير قانونية بسبب الوفيات المصاحبة لها. ثم أصبح التطعيم إجباريا في بريطانيا وويلز بموجب قانون التطيعم لعام 1853 م، ونص القانون على تغريم الآباء £1 جنيه استرليني ما لم يتم تطيعم أطفالهم قبل بلوغهم عمر ثلاثة أشهر. ولم يُطبق القانون بالشكل الكافي بالاضاقة إلى عدم فعالية نظام توفير التطعيمات والذي لم يتغير منذ 1840 م.وبعد أن اظهر السكان امتثالا مبكرا للتطعيم، نسبة قليلة فقط تم هي التي خضعت للتطعيم. فلم يلقى التطعيم الإجباري ترحيباً، وبعد مظاهرات معارضة، تم تكوين رابطة مناهضة للتطعيم وأُخرى مناهضة للتطعيم الإجباري في عام 1866 م. وعقب الحملات المناهضة للتطعيم الإجباري تفشى الجدري في صورة وباء خطير في مدينة غلوستر، حيث ضرب الوباء المدينة لأول مرة منذ 20 سنة ومات 434 شخص من بينهم 281 طفل. وبالرغم من ذلك وافقت الحكومة على رأي معارضي التطعيم، وارضاءاً لهم أصدرت قانون التطعيم لعام 1898 م ومنعت بموجبه الغرامات، كما أدرجت بنداً لأول مرة «المستنكف الضميري» (Conscientious objector) يتعلق بأن يعمل المرء بما يمليه عليه ضميره، ويسمح للآباء والأمهات الذين لا يؤمنون بفعالية التطعيم أو سلامته بالحصول علي شهادة إعفاء من التطعيم. وخلال السنوات التالية تم منح 205.000 اعفاء من التطعيم، وبحلول عام 1912 تم تطعيم أقل من نصف عدد السكان من المواليد الجُدد. وفي عام 1948 م لم يعد التطعيم ضد الجدري اجبارياً في المملكة المتحدة.

### لويس باستير ومرض داء الكلب (السُعار)

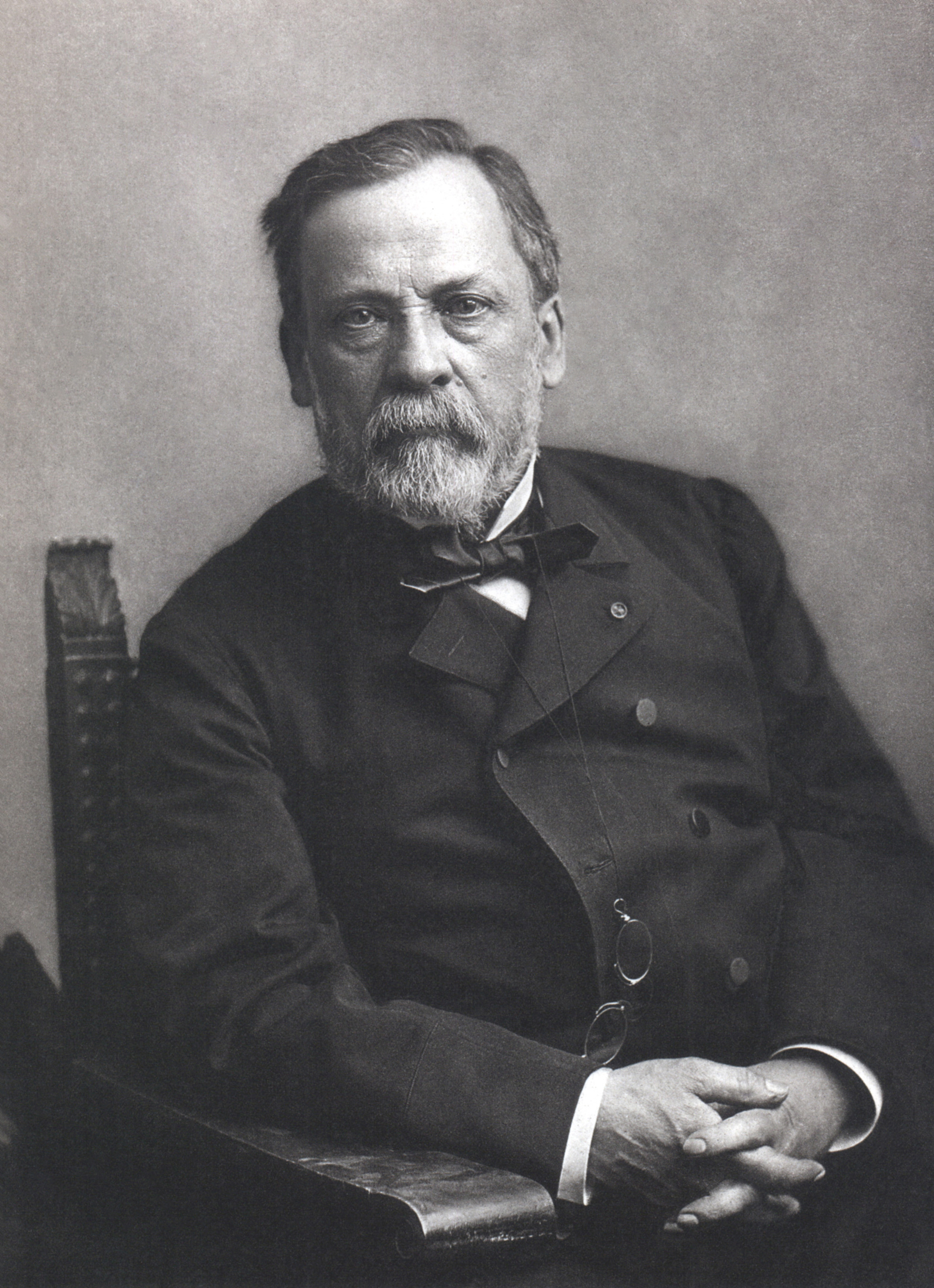
لويس باستير

داء الكلب أو السُعار بالإنجليزية rabies هو مرض فيروسي فتاك ويؤدي في الغالب إلى الوفاة تسببه عدوى تنتقل عن طريق الثدييات أي حيوانات ذوات دم حار. عُرف في القرن 21 انه يصيب الثدييات البرية مثل الثعالب والخفافيش ولكنه واحد من أقدم الأمراض الفيروسية: داء الكلب rabies هي كلمة تنتمي للغة السنسكريتية (Rabhas) التي ترجع إلى 3000 سنة قبل الميلاد، وتعني «الجنون» أو «العنف»، وهذا المرض معروف منذ أكثر من 4000 سنة. يُمكن العُثور على وصف لداء الكلب في نصوص بلاد الرافدين والنصوص اليونانية القديمة وأطلقت عليه اسم ليسا lyssa أو ليتا lytta وتعني الجنون. كما يُكن العُثور على مراجع لداء الكلب في قانون مملكة أشنونا التي تعود إلى 2300 سنة قبل الميلاد. وكتب الفيلسوف اليوناني أرسطو أقدم وصفاً غير مُختلف عليه للمرض وكيف ينتقل المرض للبشر. كما سجل الفيلسوف اليوناني سلسوس في القرن الأول الميلادي أعراض المرض وأطلق عليه هيدروفوبيا hydrophobia «رُهاب الماء» وذلك لأن ضحاياه المصابون الغير قادرين على الابتلاع عُرف عنهم الإصابة بتهيّج عند رؤية الماء، وافترض أن لُعاب الحيوانات الحاملة للعدوى يحتوى على جُرثومَة مُخاطِية (حيوان غَروي) أو سُم، وليصف ذلك اخترع كلمة «فيروس». على الرغم من عدم تسببه في حدوث أوبئة كانت الإصابة بعدوى االسُعار أو مرض داء الكلب مُخيفة حقاً وذلك بسبب أعراضه ومنها الجنون ورُهاب الماء والموت.
وفي فرنسا خلال عهد لويس باستير (1822-1895) كان هناك بضع المئات من العدوى بالسُعار بين البشر كل سنة، ويأس الناس من الشفاء من المرض. بالرغم من إدراك باستير للخطر المُحتمل له قام بالبحث عن الجرثومة في الكلاب المسعورة. أوضح باستير انه عند طحن النخاع الشوكي الذي استخلصه من الكلاب الميتة بسبب المرض وتجفيفه لإضعاف الفيروس في الأنسجة العصبية من خمس إلى 10 أيام، ومن ثم حقن كلب سليم بتلك الأنسجة ووجد ان الكلب لم يُصب بالعدوى. وكرر باستير تلك التجربة عدة مرات على نفس الكلب باستخدام أنسجة تم تجفيفها لأيام أقل في كل مرة، وعاش الكلب حتى بعد الحقن بأنسجة عصبية نشيطة مصابة بالدوى. وبذلك قام باستير بتحصين الكلب كما فعل ذلك مع 50 كلب غيره.

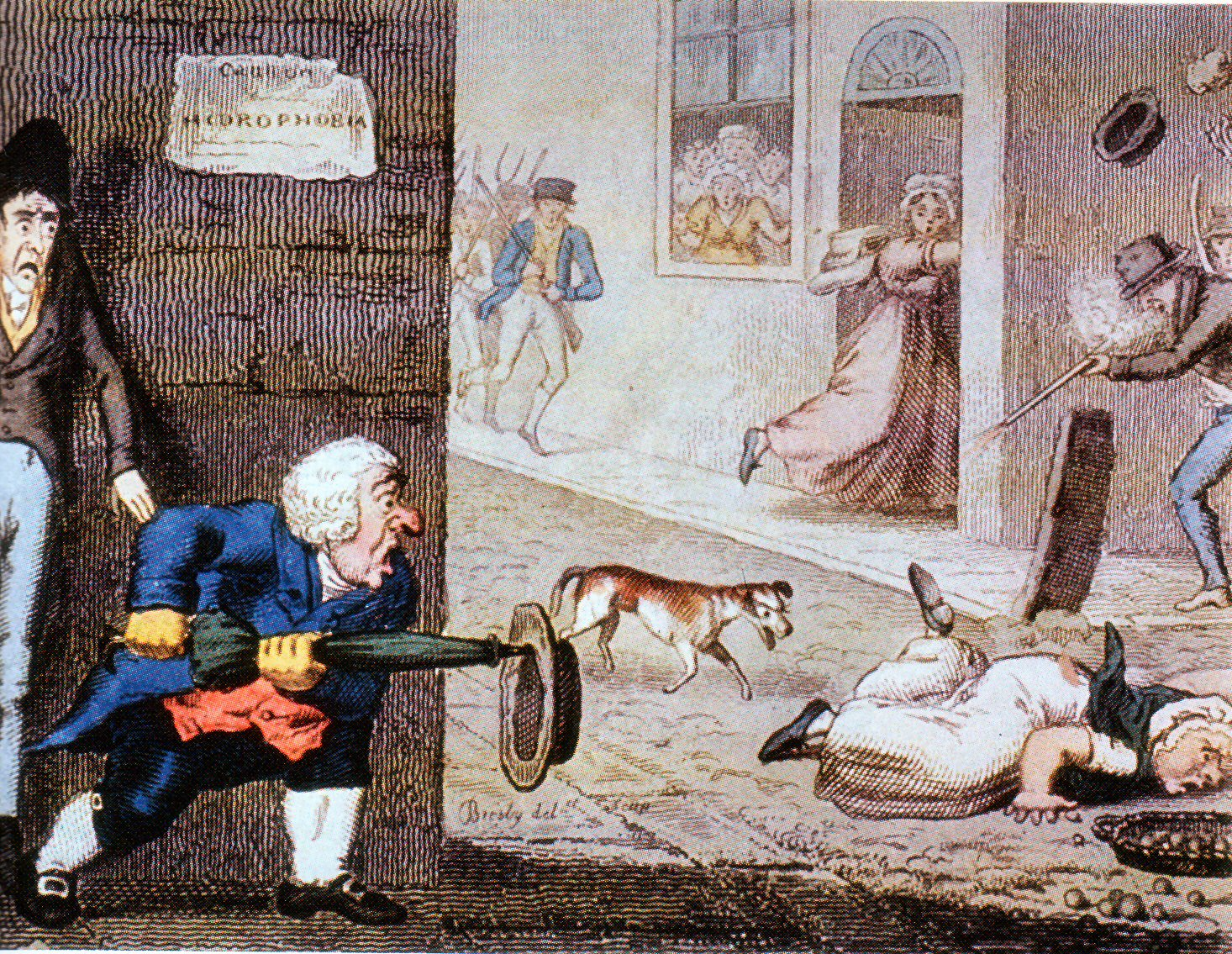
رسم كارتوني يُصور كلب مسعور في أحد شوارع لندن

كان لدى باستير فكرة ضئيلة عن كيفية عمل طريقته ونجاحها ومع ذلك قام باختبارها على جوزيف مايستر، هو صبي أحضرته أمه الي باستير في 6 يوليو عام1886، وكان الصبي مُغطى بالعضات بسبب كلب مسعور، توسلت أم الصبي إلى باستير لكي يُنقذ طفلها. ولم يكن باستير طبيباً بل كان عالماً لذلك كان مدركاً للعواقب التي من الممكن أن تحدث إذا سارت الأمور على غير ما يُرام أو عند حدوث خطأ ما. ومع ذلك قرر باستير مساعدة الطفل وقام بحقنه بأنسجة من أرنب مُصاب بالسُعار على مدار 10 أيام متتالية. وفي وقت لاحق كتب باستير «يبدو ان وفاة هذا الطفل أمر لا مفر منه، وبالرغم من القلق الشديد، قررت أن اقوم بتطبيق الممارسة اللتي نجحت مع الكلاب على جوزيف مايستر». وشُفي جوزيف وعاد مع أمه الي البيت في 27 يوليو. وفي أكتوبر من نفس السنة نجح باستر في معالجة صبي آخر؛ جين بابتيست جوليب صبي راعي يبلغ 15 عاماً، تم عضه بشدة أثناء محاولته حماية أطفال أخرين من كلب مسعور. وظلت طريقة باستير للعلاجة مستخدمة لأكثر من 50 سنة بعد ذلك.
كانت المعلومات عن مسببات هذا المرض قليلة جدا حتى عام 1903، وكان طبيب علم الأمراض نيغري إلشي أول من اكتشف الفيروسات المجهرية الدقيقة في أدمغة الحيوانات المسعورة خلال قيامه بدراسة البنية المجهرية للأنسجة، ويُطلق على تلك الأجسام الدقيقة الآن أجسام نغري Negri bodies.، واعتقد بالخطأ ان تلك الاجسام هي أَوَالي طفيلية أو كائنات وحيدة الخلية. بعد ذلك قام الطبيب الفرنسي بول رملنجر (1871-1964) بتجارب الترشيح والتي اظهرت ان تلك الأجسام هي أصغر بكثير من الكائنات وحيدة الخلية وحتى أصغر من البكتريا. وبعد 30 عام اتضح ان اجسام نيغري هي تراكمات دقائق غروانية يصل طولها من 100-150 نانومتر وهو حجم اجسام الفيروسات الربدية المعروفة الآن المُسببة لفيروس الُسعار أو داء الكلب.

## القرن العشرون والحادي والعشرون
في مطلع القرن 20 تم الحصول على أدلة تُثبت وجود الفيروسات عن طريق تجارب الترشيح والتي كان بها مسام أصغر من تلك المرشحات التي يمكن ان تعبر من خلالها البكتريا؛ وتم صياغة مصطلح «فيروس رشوح» من أجل وصف تلك الفيروسات. في الثلاثينات من القرن العشرين اعتقد معظم العلماء ان الفيروس هو نوع من البكتريا الصغيرة، ولكن بعد اكتشاف المجهر الإلكتروني عام 1931 اتضح انها مختلفة تماما عن البكتريا لدرجة ان بعض العلماء لم يقتنع أنهم أي شيء آخر غير تراكمات من البروتينات السامة. وتغير الوضع جذرياً حين تم اكتشاف ان الفيروسات تحتوى على مادة وراثية (جينات) في شكل حمض نووي DNA أو RNA. وبمجرد أن تم التعرف على الفيروسات بوصفها كيانات بيولوجية متميزة أصبحت سريعاً السبب في العديد من الأصابات والعدوى لكثير من النباتات والحبوانات وحتى البكتريا.
الجدري هو أحد الأمراض البشرية العديدة التي تسببها الفيروسات في القرن ال20، وقد تم القضاء عليه. ولكن الأمراض مثل مرض نقص المناعة البشرية HIV والأنفلونزا تسببها فيروسات أكثر تعقيدا ويصعب السيطرة عليها. وتُمثل الأمراض اللتي تسببها أربوفيروس (نوع من الفيروسات) تحدياً جديداً.
عندما تغير سلوك البشر تغيرت الفيروسات أيضاً. في العصور القديمة كان عدد السكان صغير جدا بحيث لا يُمكن للاؤبئة الانتشار أو البقاء على قيد الحياة. وفي القرن 20 و21 أدت الكثافة السكانية المتزايدة والثورة في اساليب الزراعة بالإضافة إلى سرعة السفر العالية إلى انتشار فروسات جديدة وكما ادت إلى إعادة ظهور فيروسات أخرى قديمة من جديد. يُمكن القضاء على بعض الامراض الفيروسية مثل الجُدري، ولكن الأمراض الفيروسية الجديدة سوف تستمر في الظهور مثل مرض السارس واسمه العلمي متلازمة التنفسية الحادّة الوخيمة  بالرغم من كون اللقاحات هي السلاح الأقوي ضد الفيروسات، ظهرت في العقود الجديدة أدوية مضادة للفيروسات تستهدف الفيروسات اللتي تتكرر في العائل المضيف. وأظهر وباء انفلونزا 2009 (وباء انفلونزا الخنازير) كيف تستمر سلالات فيروسات جديدة في الانتشار حول العالم بسرعة وذلك بالرغم من الجهود والمحاولات لاحتوائها والسيطرة عليها.
استمرالتقدم في اكتشاف الفيروسات وطرق السيطرة عليها. تم اكتشاف فيروس الالتهاب الرئوي في عام 2001 وهذا الفيروس هو السبب في أمراض التهابات الجهاز التنفسي بما في ذلك الالتهاب الرئوي. كما تم تطوير لقاح ضد فيروسات الأورام الحليمية الذي يُسبب سرطان الرحم بين عامي 2002و 2006. بالإضافة إلى اكتشاف فيروس T 3و4 الليمفاوي البشري في عام 2005. وفي عام 2008 قامت منظمة الصحة العالمية بإعادة اطلاق مبادرة عالمية لإستئصال شلل الأطفال تمتد لعام 2015. وفي عام 2010 تم اكتشاف أكبر الفيروس ميجا فيروس وهو المُسبب لعدوى الأميبا. جددت تلك الفيروسات العملاقة الأهتمام بالدور الذي تقوم به في عملية التطُور والإتمام بموقعها في شجرة الحياة.

### القضاء على مرض الجدري

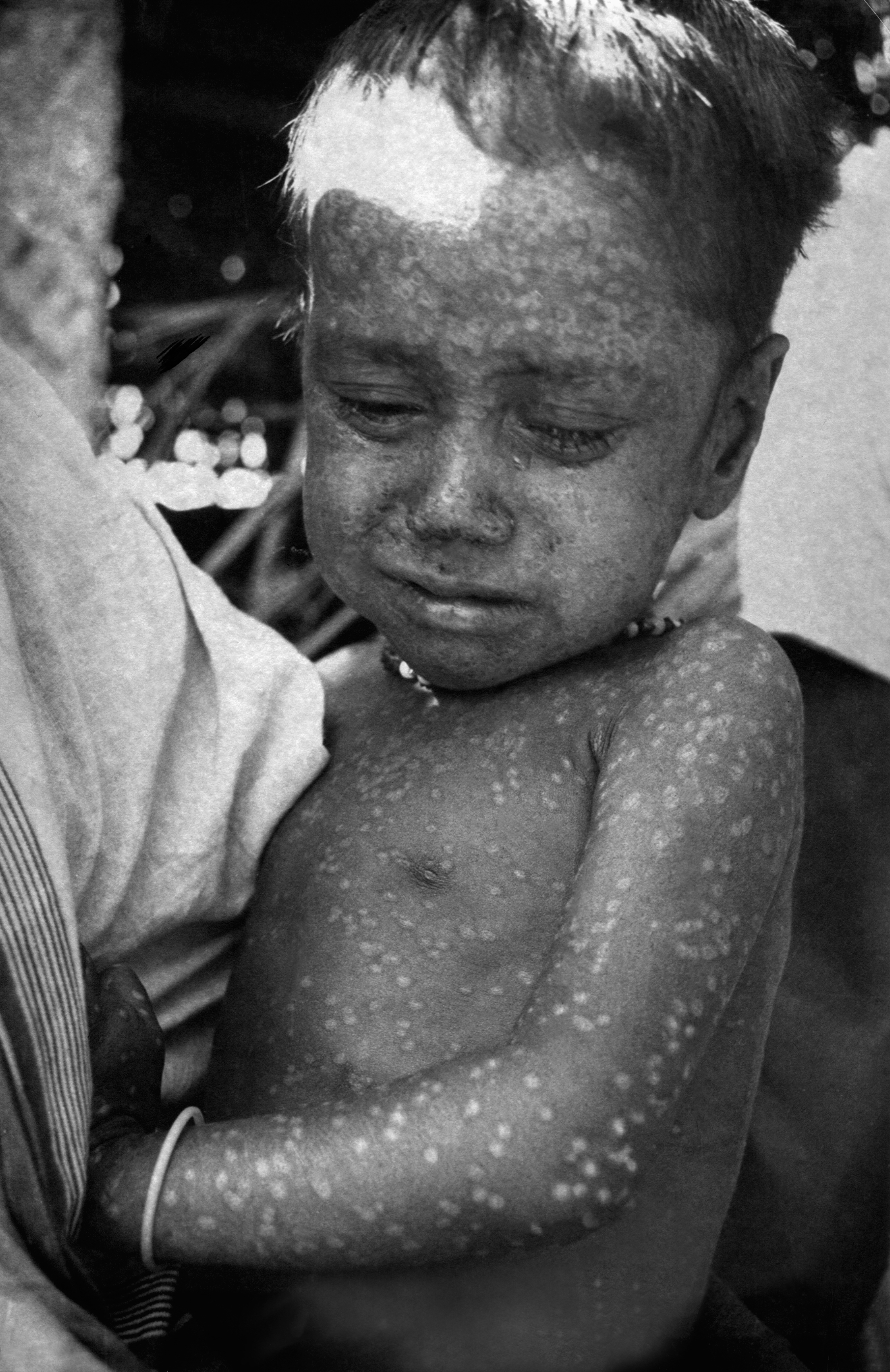
رحيمة بانو، آخر شخص أُصيب بالجدري، في عام 1975.

فيروس الجدري هو أحد مُسببات الوفاة الرئيسية في القرن العشرين، وقتل العديد من البشر أكثر من أي فيروس أخر حوالي 300 مليون شخص. في عام 1966 توصلت هيئة اتخاذ القرارات التابعة لمنظمة الصحة العالمية إلى اتفاق للبدء بعمل «برنامج مُكثف لاستئصال الجدري» والقضاء على المرض خلال 10 سنوات. وفي ذلك الوقت كان الجدري متوطناً في 31 دولة؛ من بينها البرازيل وشبه القارة الهندية كلها وإندونيسيا وجنوب الصحراء الكبري في أفريقيا. وكان القضاء على الجدري هدف طموح يُمكن تحقيقه لعدة أسباب منه: أعطى اللقاح حماءة استثنائية، ولم يكن هناك حيوانات مصابة طبيعياً بالمرض، بالإضافة الي ان فترة حضانة المرض كانت معروفة وتتراوح بين 12 يوم، وكانت العدوى دائماً ما تكون مصحوبة بظهور أعراض ؛ فكان يُمكن تمييز المُصابين بالمرض.
وبعد حملة تطعيم واسعة أصبح الكشف عن حالات المرض واحتوائها مرتبطة بحملة استئصال الجدري التابعة لمنظمة الصحة العالمية. وبمجرد الكشف عن الحلات تم عزل الضحايا ويتم تطعيم من حولهم أيضا. وجاءت النجاحات بسرعة، بحلول عام 1970 لم يُصبح الجدري متوطنا في في غرب أفريقيا، ولا في البرازيل عام1971. وفي عام 1973 لم يعد الجدري متوطناً الا في شبه القارة الهندية وبوتسوانا وإثيوبيا. واخيراً وبعد 13 عام من التعاون والتنسيق بين العمليات البشرية لمراقبة الأمراض وحملات التطعيم في جميع أنحاء العالم، أعلنت منظمة الصحة العالمية القضاء على الجدري في عام 1979م. كان السلاح الرئيسي المستخدم هو فَيروس الوَقس vaccinia virus أو مصل التطعيم فيروس الفاكسينيا، ويبدو أن لا أحد يعلم من أين أتى هذا المصل؛ حيث انه ليس النوع من جدري البقر الذي استخدمه إدوارد جينر، وليست نوع أضعف من الجدري.
أدت حملت استئصال الجدري إلى موت جانيت باركر (1938-1978)، ومن ثم انتحار خبير الجدري هنري بيدسون (1930-1978). كانت باركر موظفة في جامعة برمنجهام وعملت في نفس المبنى حيث يُجد مختبر أبحاث الجدري لبيدسون. وأُصيبت بالعدى من أحد سلالات الجدري التي كان يعمل عليها فريق بيدسون. خجل بيدسون من تلك الحادثة ولام نفسه على وقوعها فانتحر.
قبل أحداث 11 سبتمبر على الولايات المتحدة في عام 2001، اقترحت منظمة الصحة العالمية تدمير جميع المخزونات المعروفة المتبقية من فيروس الجدري التي تم الاحتفاظ بها في مختبرات في الولايات المتحدة وروسيا. ولكن المخاوف من الإرهاب البيولوجي باستخدام فيروس الجدري والحاجة المحتملة للفيروس في تطوير علاج لهذا المرض وضعت حدا لهذه الخطة. ولولا إلغاء تلك الخطة لأصبح الجدري أول مرض فيروسي ينقرض على يد البشر.